# Relaxare
Relaxarea este, în psihologie, starea emoțională în care o ființă se detensionează datorită absenței unei surse de stimulare cum ar fi anxietatea, mânia sau frica. Relaxarea este o formă de extaz blând care provine din lobul frontal al creierului, în care cortexul posterior trimite semnale cortexului frontal prin intermediul unor calmante ușoare. Relaxare, în limbajul comun înseamnă liniștire, destindere (după un efort susținut).
Relaxarea este o metodă de autoreglare psiho-fizică a comportamentului uman ce urmărește realizarea unui repaus cât mai profund ce recuperează energia solicitată de activitatea omului. Are ca obiectiv realizarea unei decontractări musculare și psihice prin utilizarea unor exerciții adecvate. Se cunosc următoarele metode de relaxare: a) relaxarea analitică (cf. Edmund Jacobson) ce se bazează pe realizarea unei decontracții progresive, începând cu un membru și terminând cu întregul corp; b) relaxarea sintetică „antrenamentul autogen” (cf. Johannes Heinrich Schultz). Aceasta cuprinde tehnici ce au ca scop utilizarea unei decontracții totale a organismului prin realizarea de către subiect a unor senzații de greutate corporală și căldură, prin control respirator , cardiac și al organelor abdominale. Într-o fază mai avansată, cuprinde și tehnici de concentrare inspirate mai ales din sistemul yoga.

## Relaxarea în tehnică
În tehnică, relaxarea reprezintă un proces ireversibil prin care un sistem fizic scos dintr-o stare de echilibru termodinamic, electric  etc., revine liber și relativ lent la vechea stare sau la o nouă stare de echilibru. Scăderea în timp a tensiunilor interne într-un material/corp fără ca să varieze deformația acestuia.